# Copelatus buqueti
Copelatus buqueti är en skalbaggsart som beskrevs av Aubé 1838. Copelatus buqueti ingår i släktet Copelatus och familjen dykare. Inga underarter finns listade i Catalogue of Life.